# Neotanygastrella
Neotanygastrella är ett släkte av tvåvingar. Neotanygastrella ingår i familjen daggflugor.

## Arter
- Neotanygastrella abbe
- Neotanygastrella africana
- Neotanygastrella antillea
- Neotanygastrella boliviensis
- Neotanygastrella chymomyzoides
- Neotanygastrella janeae
- Neotanygastrella leucopoda
- Neotanygastrella makore
- Neotanygastrella miti
- Neotanygastrella naboika
- Neotanygastrella nigricosta
- Neotanygastrella ornata
- Neotanygastrella pacifica
- Neotanygastrella punctiscutata
- Neotanygastrella sabahna
- Neotanygastrella samoana
- Neotanygastrella tricoloripes